# Homel rajon
Homelski rajon (vitryska: Гомельскі Раëн, ryska: Гомельский район) är ett distrikt i Belarus.   Det ligger i voblasten Homels voblast, i den östra delen av landet, 290 km sydost om huvudstaden Minsk.